# Coelella distincta
Coelella distincta är en insektsart som beskrevs av Paul W. Oman 1931. Coelella distincta ingår i släktet Coelella och familjen dvärgstritar. Inga underarter finns listade i Catalogue of Life.